# Nuoto ai campionati europei di nuoto 2018 - 200 metri stile libero femminili
La gara dei 200 metri stile libero femminili degli Europei 2018 si è svolta il 5 e il 6 agosto 2018. Il 5 agosto si sono svolte batterie (al mattino) e semifinali (al pomeriggio), mentre la finale ha avuto luogo nel pomeriggio del giorno seguente.

## Podio
| Pos.    | Atleta               | Nazione     |
| ------- | -------------------- | ----------- |
| Oro     | Charlotte Bonnet     | Francia     |
| Argento | Femke Heemskerk      | Paesi Bassi |
| Bronzo  | Anastasia Guzhenkova | Russia      |

## Record
Prima della manifestazione il record del mondo (RM), il record europeo (EU) e il record dei campionati (RC) erano i seguenti.
| Record mondiale       | 1'52"98 | Federica Pellegrini | 29 luglio 2009 Roma   |
| Record europeo        | 1'52"98 | Federica Pellegrini | 29 luglio 2009 Roma   |
| Record dei campionati | 1'55"30 | Sarah Sjöström      | 19 maggio 2016 Londra |

Durante la competizione è stato migliorato il seguente record:
|  | 1'54"95 | Charlotte Bonnet |

## Risultati

### Batterie
| Pos. | Batteria | Corsia | Atleta               | Nazionalità   | Tempo   | Note |
| ---- | -------- | ------ | -------------------- | ------------- | ------- | ---- |
| 1    | 5        | 4      | Femke Heemskerk      | Paesi Bassi   | 1'58"14 | Q    |
| 2    | 6        | 4      | Charlotte Bonnet     | Francia       | 1'58"30 | Q    |
| 3    | 4        | 6      | Anastasia Guzhenkova | Russia        | 1'58"81 | Q    |
| 4    | 4        | 5      | Holly Hibbott        | Gran Bretagna | 1'58"92 | Q    |
| 5    | 4        | 7      | Melani Costa         | Spagna        | 1'59"01 | Q    |
| 6    | 5        | 2      | Reva Foos            | Germania      | 1'59"03 | Q    |
| 7    | 4        | 4      | Ellie Faulkner       | Gran Bretagna | 1'59"19 | Q    |
| 8    | 6        | 6      | Kathryn Greenslade   | Gran Bretagna | 1'59"26 |      |
| 9    | 5        | 3      | Isabel Gose          | Germania      | 1'59"27 | Q    |
| 10   | 5        | 6      | Valentine Dumont     | Belgio        | 1'59"30 | Q    |
| 11   | 6        | 3      | Margaux Fabre        | Francia       | 1'59"32 | Q    |
| 12   | 5        | 7      | Maria Ugolkova       | Svizzera      | 1'59"37 | Q    |
| 13   | 4        | 3      | Valeriya Salamatina  | Russia        | 1'59"47 | Q    |
| 14   | 5        | 5      | Viktoriya Andreyeva  | Russia        | 1'59"80 |      |
| 15   | 2        | 2      | Daniela Georges      | Polonia       | 1'59"87 | Q    |
| 16   | 6        | 7      | Robin Neumann        | Paesi Bassi   | 1'59"91 | Q    |
| 17   | 6        | 2      | Irina Krivonogova    | Russia        | 2'00"12 |      |
| 18   | 4        | 2      | Annika Bruhn         | Germania      | 2'00"22 |      |
| 19   | 3        | 7      | Lotte Goris          | Belgio        | 2'00"34 | Q    |
| 20   | 6        | 1      | Marie Pietruschka    | Germania      | 2'00"50 |      |
| 21   | 3        | 6      | Noémi Girardet       | Svizzera      | 2'00"64 | QSO  |
| 21   | 3        | 2      | Janja Šegel          | Slovenia      | 2'00"64 | QSO  |
| 23   | 4        | 1      | Signe Bro            | Danimarca     | 2'00"97 |      |
| 24   | 6        | 0      | Marjolein Delno      | Paesi Bassi   | 2'01"12 |      |
| 24   | 5        | 9      | Laura Jensen         | Danimarca     | 2'01"12 |      |
| 26   | 5        | 1      | Lucy Hope            | Gran Bretagna | 2'01"54 |      |
| 27   | 3        | 4      | África Zamorano      | Spagna        | 2'01"64 |      |
| 28   | 4        | 9      | Hanna Eriksson       | Svezia        | 2'01"66 |      |
| 29   | 2        | 5      | Aleksandra Polańska  | Polonia       | 2'01"92 |      |
| 30   | 6        | 8      | Stefania Pirozzi     | Italia        | 2'01"95 |      |
| 31   | 2        | 3      | Marlene Kahler       | Austria       | 2'02"02 |      |
| 32   | 1        | 4      | Lena Kreundl         | Austria       | 2'02"10 |      |
| 33   | 3        | 0      | Dominika Kossakowska | Polonia       | 2'02"69 |      |
| 34   | 2        | 7      | Emily Gantriis       | Danimarca     | 2'02"78 |      |
| 35   | 2        | 4      | Monique Olivier      | Lussemburgo   | 2'02"95 |      |
| 36   | 1        | 6      | Laura Benková        | Slovacchia    | 2'02"96 |      |
| 37   | 4        | 8      | Aleksandra Knop      | Polonia       | 2'02"99 |      |
| 38   | 4        | 0      | Loulou Vos           | Paesi Bassi   | 2'03"05 |      |
| 39   | 5        | 0      | Esther Morillo       | Spagna        | 2'03"09 |      |
| 40   | 1        | 2      | Kertu Alnek          | Estonia       | 2'03"10 |      |
| 41   | 3        | 1      | Julia Hassler        | Liechtenstein | 2'03"11 |      |
| 41   | 3        | 8      | Diana Duares         | Portogallo    | 2'03"11 |      |
| 43   | 2        | 1      | Maria Grandt         | Danimarca     | 2'03"59 |      |
| 43   | 3        | 3      | Katja Fain           | Slovenia      | 2'03"59 |      |
| 45   | 3        | 5      | Neža Klančar         | Slovenia      | 2'03"67 |      |
| 46   | 2        | 0      | Ieva Maļuka          | Lettonia      | 2'03"71 |      |
| 47   | 2        | 9      | Lena Opatril         | Austria       | 2'03"72 |      |
| 48   | 2        | 8      | Leoni Richter        | Svizzera      | 2'03"83 |      |
| 49   | 2        | 6      | Selen Özbilen        | Turchia       | 2'07"18 |      |
| 50   | 1        | 5      | Fatima Alkaramova    | Azerbaigian   | 2'07"93 |      |
| 51   | 1        | 3      | Sara Lettoli         | San Marino    | 2'08"12 |      |
| 52   | 1        | 7      | Elisa Bernardi       | San Marino    | 2'10"82 |      |
| 53   | 1        | 1      | Nikol Merizaj        | Albania       | 2'12"28 |      |
| DNS  | 3        | 9      | Aleksa Gold          | Estonia       | -       | -    |
| DNS  | 6        | 9      | Louise Hansson       | Svezia        | -       | -    |

#### Spareggio
| Pos. | Corsia | Atleta         | Nazionalità | Tempo   | Note |
| ---- | ------ | -------------- | ----------- | ------- | ---- |
| 1    | 4      | Janja Šegel    | Slovenia    | 2'00"18 | Q    |
| 2    | 5      | Noémi Girardet | Svizzera    | 2'01"27 |      |

### Semifinali

#### Semifinale 1
| Pos. | Corsia | Atleta              | Nazionalità   | Tempo   | Note |
| ---- | ------ | ------------------- | ------------- | ------- | ---- |
| 1    | 4      | Charlotte Bonnet    | Francia       | 1'58"12 | Q    |
| 2    | 7      | Valeriya Salamatina | Russia        | 1'58"37 | Q    |
| 3    | 5      | Holly Hibbott       | Gran Bretagna | 1'58"46 | Q    |
| 4    | 6      | Isabel Gose         | Germania      | 1'58"76 | Q    |
| 5    | 3      | Reva Foos           | Germania      | 1'59"04 |      |
| 6    | 2      | Margaux Fabre       | Francia       | 1'59"66 |      |
| 7    | 1      | Robin Neumann       | Paesi Bassi   | 2'00"39 |      |
| 8    | 8      | Janja Šegel         | Slovenia      | 2'00"98 |      |

#### Semifinale 2
| Pos. | Corsia | Atleta               | Nazionalità   | Tempo   | Note |
| ---- | ------ | -------------------- | ------------- | ------- | ---- |
| 1    | 4      | Femke Heemskerk      | Paesi Bassi   | 1'57"64 | Q    |
| 2    | 5      | Anastasia Guzhenkova | Russia        | 1'58"18 | Q    |
| 3    | 3      | Melani Costa         | Spagna        | 1'58"53 | Q    |
| 4    | 6      | Ellie Faulkner       | Gran Bretagna | 1'58"71 | Q    |
| 5    | 2      | Valentine Dumont     | Belgio        | 1'58"89 |      |
| 6    | 7      | Maria Ugolkova       | Svizzera      | 1'59"43 |      |
| 7    | 1      | Daniela Georges      | Polonia       | 2'00"43 |      |
| 8    | 8      | Lotte Goris          | Belgio        | 2'00"69 |      |

### Finale
| Pos. | Corsia | Atleta               | Nazionalità   | Tempo   | Note                  |
| ---- | ------ | -------------------- | ------------- | ------- | --------------------- |
|      | 5      | Charlotte Bonnet     | Francia       | 1'54"95 | Record dei campionati |
|      | 4      | Femke Heemskerk      | Paesi Bassi   | 1'56"72 |                       |
|      | 3      | Anastasia Guzhenkova | Russia        | 1'56"77 |                       |
| 4    | 1      | Ellie Faulkner       | Gran Bretagna | 1'58"26 |                       |
| 5    | 8      | Isabel Gose          | Germania      | 1'58"42 |                       |
| 6    | 6      | Valeriya Salamatina  | Russia        | 1'58"63 |                       |
| 7    | 2      | Holly Hibbott        | Gran Bretagna | 1'58"64 |                       |
| 8    | 7      | Melani Costa         | Spagna        | 1'58"84 |                       |